# Béla Julesz

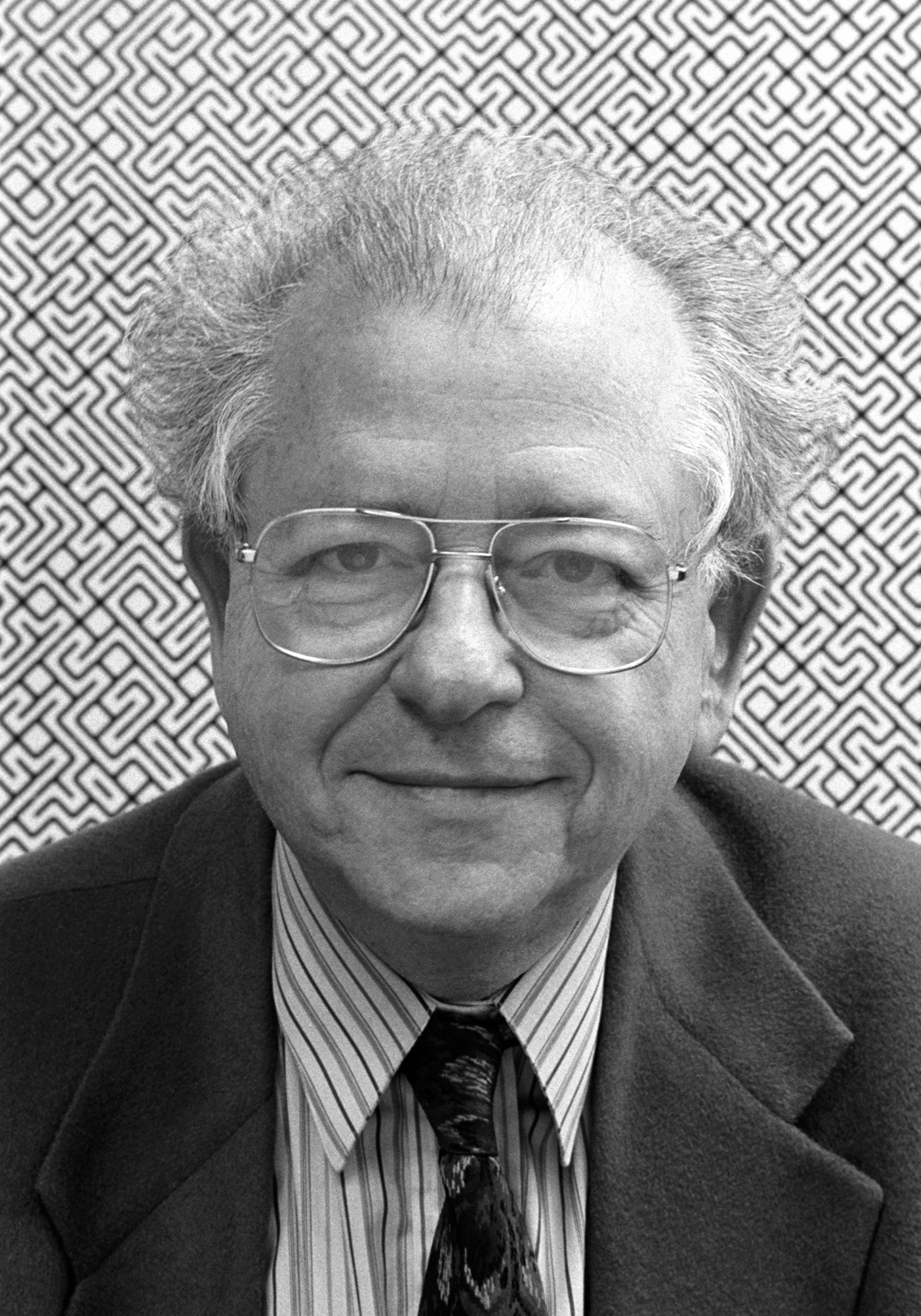
Béla Julesz – New York 1965 – in der Ausstellung Noll / Julesz Computer-generated pictures

Béla Julesz (* 19. Februar 1928 in Budapest; † 31. Dezember 2003) war ein ungarischer Wahrnehmungspsychologe. Er gilt als Pionier der Kognitionswissenschaften.

## Leben
Julesz machte 1950 seinen Abschluss als Elektroingenieur an der Technischen Universität Budapest und wurde 1956 an der Ungarischen Akademie der Wissenschaften promoviert. Kurz danach verließ er Ungarn mit seiner Frau und ging in die USA, wo er bei den Bell Laboratories als Wissenschaftler arbeitete. 1964 bis 1982 leitete er dort die Abteilung Sensory and Perceptual Processes und 1983 bis 1989 die Abteilung Visual Perception Research. Ab 1989 war er Professor an der Rutgers University in der Fakultät für Psychologie. Er leitete dort das neu geschaffene Laboratory of Vision Research, von 1999 bis zu seinem Tod 2003 als em. Professor Emeritus des State of New Jersey.
Er war Gastprofessor am Massachusetts Institute of Technology und Fairchild Scholar am Caltech (1977 bis 1979), wo er auch 1985 bis 1993 regelmäßig im Wintersemester Gastprofessor in der Fakultät für Biologie war.
Julesz ist bekannt für experimentelle Untersuchungen zur visuellen Wahrnehmung, zum Beispiel beim Tiefensehen (Stereoskopie). 1959 führte er seine bekannten random dot Stereogramme ein, Paare von Bildern mit zufällig verteilten Punkten, die sich nur in einer in kleinen Details, wie der Verschiebung einer Untergruppe von Punkten, unterschieden. Wird zum Beispiel eine Gruppe von Zufallspunkten horizontal verschoben, entsteht beim Betrachter der Eindruck einer Tiefenverlagerung der Punkte. Diese Effekte nannte Julesz Zyklopisches Sehen (nach dem einäugigen Zyklopen), da sie erst bei der Zusammensetzung der Bilder im Gehirn, und nicht in den jeweiligen Augen, entstehen. Er bewies damit experimentell, dass räumliche Wahrnehmung erst im Gehirn entsteht. Sein Schüler Christopher Tyler entwickelte nach diesen Ideen Autostereogramme, die mit einem Bild auskommen.
Julesz' Experimente waren einflussreich und Vorbild für viele weitere Experimente in der Wahrnehmungspsychologie und auch für Messverfahren der Augenheilkunde.
Julesz trug auch zum Verständnis der Wahrnehmung von Oberflächen-Texturen bei. 1962 stellte er die Hypothese auf, dass Menschen keine Texturen mit identischer Statistik 2. Ordnung unterscheiden können. Sie wurde zwar 1973 von ihm widerlegt, sein statistischer Zugang blieb aber weiter aktuell. 1981 stellte er eine Texton Theorie der Textur-Wahrnehmung auf, die auf der Wahrnehmung lokaler Aspekte (Textone) beruht und nach Julesz direkt auf das Zusammenwirken von Neuronengruppen im Gehirn deutete. Er befasste sich auch mit Experimenten zur Steuerung der Aufmerksamkeit bei der visuellen Wahrnehmung.
Er war auch ein früher Vertreter der digitalen Kunst und stellte 1965 in New York City mit A. Michael Noll aus.
1983 war er MacArthur Fellow. 1985 erhielt er mit Werner E. Reichardt den H.P.-Heineken-Preis für Biochemie und Biophysik und 1989 den Karl Spencer Lashley Award der American Philosophical Society, deren Mitglied er seit 1995 war. Julesz war Fellow der National Academy of Sciences (1987), der Society of Experimental Psychologists, der American Association for the Advancement of Science, der Optical Society of America und der American Academy of Arts and Sciences. Er war korrespondierendes Mitglied der Göttinger Akademie der Wissenschaften und der Ungarischen Akademie der Wissenschaften. 1982 wurde er Neurosciences Associate des Neurosciences Institute und er war im Beratungsgremium des Santa Fe Institute.

## Schriften (Auswahl)
- Foundation of cyclopean perception. University of Chicago Press, Chicago IL u. a. 1971, ISBN 0-226-41527-9 (Faksimile-Ausgabe: MIT Press, Cambridge MA u. a. 2006, ISBN 0-262-10113-0 (Webseite von Flip Phillips dazu)).
- Dialogues on Perception. MIT Press, Cambridge MA u. a. 1995, ISBN 0-262-10052-5.